# Меркулов Анатолій Всеволодович
Анатолій Всеволодович Меркулов (нар. 5 серпня 1934, село Бригадирівка, тепер Ізюмського району Харківської області) — український радянський партійний діяч. Депутат Верховної Ради УРСР 10—11-го скликань. Кандидат у члени ЦК КПУ в 1976—1986 р. Член ЦК КПУ в 1986—1990 р. Кандидат економічних наук.

## Біографія
У 1957 році закінчив Харківський сільськогосподарський інститут імені Докучаєва.
У 1957—1959 роках — агроном, керуючий відділку Підсереднянського бурякорадгоспу Великобурлуцького району Харківської області.
Член КПРС з 1958 року.
У 1959—1972 роках — на комсомольській, потім на партійній роботі. Закінчив аспірантуру Вищої партійної школи імені Карла Маркса при ЦК Соціалістичної єдиної партії Німеччини в місті Берліні (Німецька Демократична Республіка).
У 1972—1976 роках — 1-й заступник завідувача відділу організаційно-партійної роботи ЦК КПУ.
У 1976—1990 роках — завідувач відділу зарубіжних зв'язків ЦК КПУ.
Потім — на пенсії в Києві. Працював помічником народного депутата України 5-го скликання Геннадія Удовенка.

## Нагороди
- ордени
- медалі